# Lingue dell'Azerbaigian

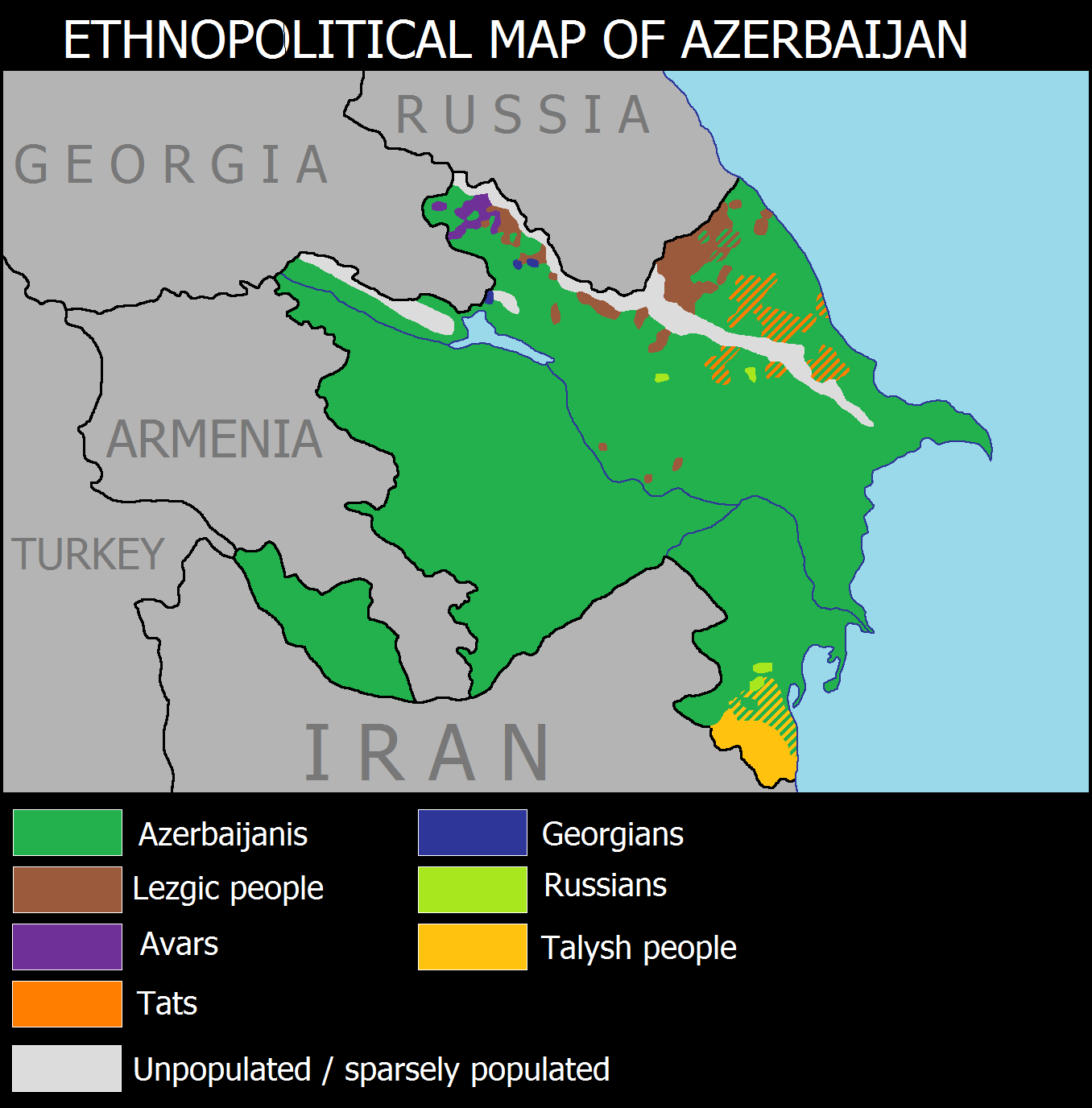
Etnie dell'Azerbaigian (2024, in seguito al crollo dello stato separatista della Repubblica del Nagorno Karabakh e alla fuga degli armeni del Nagorno Karabakh nel 2023).

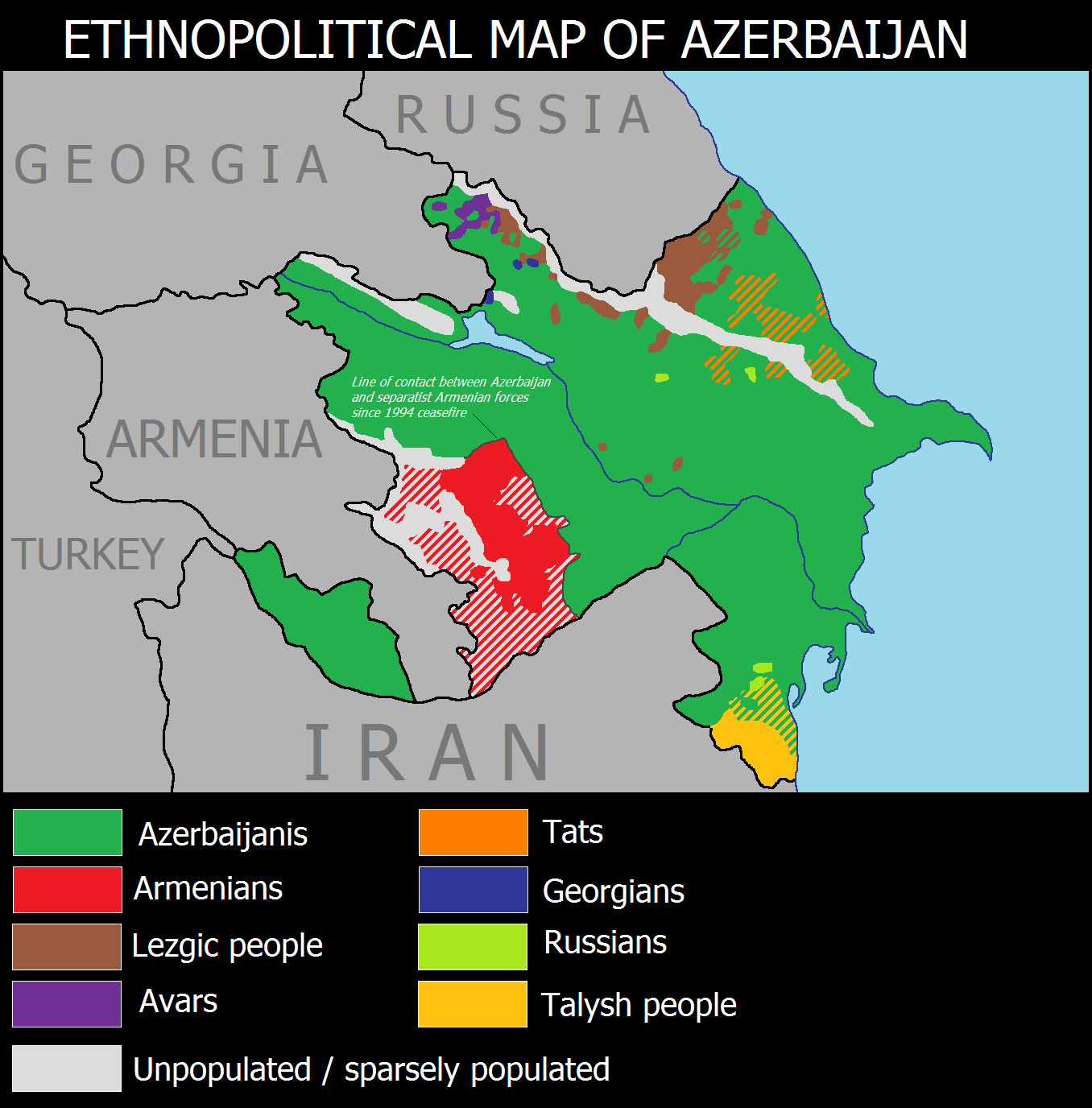
Etnie dell'Azerbaigian (1994-2020, stato dopo la prima guerra del Nagorno Karabakh e prima della seconda guerra del Nagorno Karabakh).

L'azero è la lingua ufficiale e maggioritaria dell'Azerbaigian, ma nel paese sono presenti numerose lingue minoritarie.

## Quadro generale
La lingua principale e ufficiale dell'Azerbaigian è l'azero, una delle lingua turche strettamente correlata e parzialmente e mutuamente intelligibile con il turco moderno . Insieme al turco, turkmeno e gagauzo, l'azero è un membro del ramo Oghuz della famiglia linguistica turca del gruppo sud-occidentale. Sebbene l'azero sia usato nella Repubblica dell'Azerbaigian, nella Russia meridionale (Daghestan) e nell'Iran settentrionale, presenta dei dialetti diversi. Inoltre, l'Azerbaigian è riconosciuto come medium ufficiale di insegnamento in Daghestan e nella Repubblica dell'Azerbaigian. Tuttavia, non è una lingua ufficiale nell'Iran settentrionale, dove il numero di azeri supera quello della stessa Repubblica dell'Azerbaigian. La lingua azera parlata nell'Azerbaigian iraniano è abbastanza diversa da quella parlata nell'Azerbaigian settentrionale e il governo iraniano invece di promuovere l'uso della lingua, l'ha scoraggiata e addirittura bandita per diversi decenni.

## Presente
Secondo il censimento del Paese del 2009, l'azero è parlato come lingua madre dal 92,5% della popolazione, mentre il russo e l'inglese svolgono un ruolo significativo come lingue dell'istruzione e della comunicazione. Più della metà degli oratori azeri sono monolingui. La grande popolazione parlante armena del Nagorno-Karabakh non è più sotto il controllo del governo. Lesgo, Taliscio, Avaro, Georgiano, Budukh, Juhuri, Khinalug Kryts, Jek, Rutulo, Tsakhur, Tat, e Udi sono tutte parlate dalle minoranze. Tutte queste (con l'eccezione dell'armeno, lesgo, taliscio, avaro e georgiano, che hanno un numero molto maggiore di parlanti al di fuori dell'Azerbaigian, ma che sono in costante declino all'interno dell'Azerbaigian) sono lingue in pericolo di estinzione, poiché sono parlate da poche persone (meno di 10.000) o pochissime (meno di 1.000) e il loro utilizzo è in costante declino con l'emigrazione e la modernizzazione.
Secondo una ricerca del 2019 la conoscenza della lingua inglese in Azerbaigian è la più bassa tra i paesi europei intervistati.
Dalla fine dell'URSS la lingua ufficiale l'azero, è scritto con l'alfabeto latino che ha sostituito quello cirillico dal dicembre del 1992. La lingua azera era chiamata turca (türk dili) fino al 1937 quando fu ribattezzata in azera nell'ambito della politica di Stalin.
L'Azerbaigian non ha ratificato la Carta europea delle lingue regionali o minoritarie di cui è diventato firmatario nel 1992, sotto il Partito del Fronte Popolare. Nel 2001, l'allora presidente dell'Azerbaigian Heydar Aliyev rilasciò una dichiarazione affermando che "la Repubblica dell'Azerbaigian non è in grado di garantire l'attuazione delle norme della Carta fino a quando il suo territorio occupato dalla Repubblica d'Armenia non sarà liberato".

## Storia
L'autore medievale Ibn al-Nadim, nel suo libro Al-Fihrist menziona che tutte le terre dei Medi e dei Persiani dell'antichità (inclusa quella che è oggi la Repubblica dell'Azerbaigian) parlavano un'unica lingua. Lì, cita il grande studioso Abdullah Ibn al-Muqaffa :
"Le lingue iraniane sono Fahlavi (Pahlavi), Dari, Khuzi, Persiano e Seryani. Ma il Fahlavi deriva dalla parola Fahleh. E Fahleh è un nome che si riferisce a 5 regioni: Isfahan, Ray, Hamedan, Mah-Nahavand e Azerbaigian".
Riferisce poi che il dari è la lingua ufficiale delle corti reali, e proviene da Khorasan, da Balkh e dall'Iran orientale. Il parsi è la lingua degli zoroastriani e proviene da Fars. Khuzi è la lingua non ufficiale dei reali e proviene dal Khuzestan; e il Seryani è originario della Mesopotamia.
Questo è stato riportato anche da rinomati storici medievali come Al-Tabari, Ibn Hawqal, Istakhri, Moqaddasi, Yaghubi, Masudi e Mostowfi Qazvini. Al-Khwarizmi lo menziona anche nel Capitolo 6, Vol. 6, del suo libro Mafatih-ol-Olum.
Studi etimologici indicano inoltre che gli attuali dialetti parlati da Baku attraverso Khalkhal a Semnan, provenivano tutti da una fonte comune. In altre parole, il popolo dell'antico Azerbaigian parlava la stessa lingua parlata dai medi. (Vedere il rapporto dell'illustre professore della Columbia University Ehsan Yarshater in: Majjaleh-ye Daaneshkadehye Adabiyaat, 5, No 1–2, p35-37).
Lo storico medievale Yaqut al-Hamawi usò anche la frase Al-ajam-ol-Azariyah ("L'azero iraniano") nei suoi libri Mo'ajjem ol-Odabaa e Mo'jem ol Baladaan. In altre fonti come Surat-ol-Arz di Ebne Hoghel, Ahsan ol-Taqaaseem di Moqaddasi e Masaalik va Mamaalik di Istakhri, si dice che il popolo dell'Azerbaigian abbia parlato lingue iraniane. Ovviamente, questo era prima dell'arrivo culturale turco. E Tabari nel 235 AH menziona anche che i poeti nel Maragheh recitavano poesie in Pahlavi. Alcuni poeti azeri, tuttavia, come Qatran Tabrizi usavano la parola "persiano" e "Pahlavi" in modo intercambiabile per descrivere la loro lingua madre.
Lo storico Hamdollah Mostowfi arriva persino a descrivere varianti di "Pahlavi" parlate in diverse aree dell'Azerbaigian. Nel suo libro Tarikh Gozideh, descrive otto poeti dell'Azerbaigian, chiamandoli "Ahl-ol She'r Men-al-Ajam" (poeti iraniani), tutti persiani = parlanti. Da adesso,  ovviamente, Dari e Pahlavi si erano fusi in uno, mentre le dinastie successive si spostarono da est a ovest, portando con sé la versione dari della lingua iraniana.
Basti pensare che il numero di registrazioni e documenti dall'Azerbaigian in lingua pahlavi è così numeroso che non c'è dubbio che questa fosse davvero la lingua madre dell'Azerbaigian prima dell'arrivo dei turchi. Molte parole dell'attuale vocabolario azero sono infatti di origine pahlavi. (Vedi gli studi a Nashriyeh Adabiyaat dell'Università di Tabriz, del dottor Mahyar Navabi, 6. Inoltre, vedi Farhang e Kamaleddin Teflisi e Ajayeb ol-Makhluqaat di Najibeddin Hamadani , e i libri Majmal-ol-Tavarikh wa al-qasas e Iskandar-Nameh e Qadeem per elenchi di parole).
Si è convenuto che l'attuale forma turca della lingua azera abbia soppiantato e sostituito Pahlavi in Azerbaigian prima della dinastia safavide, forse a partire dall'arrivo dei turchi selgiuchidi, e seguendo un corso graduale. Ma alcuni storici riferiscono che a Tabriz si parlava Pahlavi fino al XVII secolo. (Vedi Rowdhat ul-Jinan di Hafez Hosein Tabrizi (d997 AH) e Risaleh ye Anarjani scritto nel 985 AH). Anche l'esploratore turco ottomano Evliya Çelebi (1611-1682) lo menziona nel suo libro di viaggi. Riferisce anche che l'élite e le persone istruite di Nakhichevan e Maragheh parlavano Pahlavi, durante i suoi tour nella regione.